# Гурамишвили, Ольга Тадеозовна
Ольга Тадеозовна Гурамишвили (груз. ოლღა გურამიშვილი-ჭავჭავაძისა, 1842—1927) — грузинская поэтесса, публицист, политический и общественный деятель, жена грузинского поэта, публициста, политического и общественного деятеля Ильи Чавчавадзе (1837—1907).

## Биография

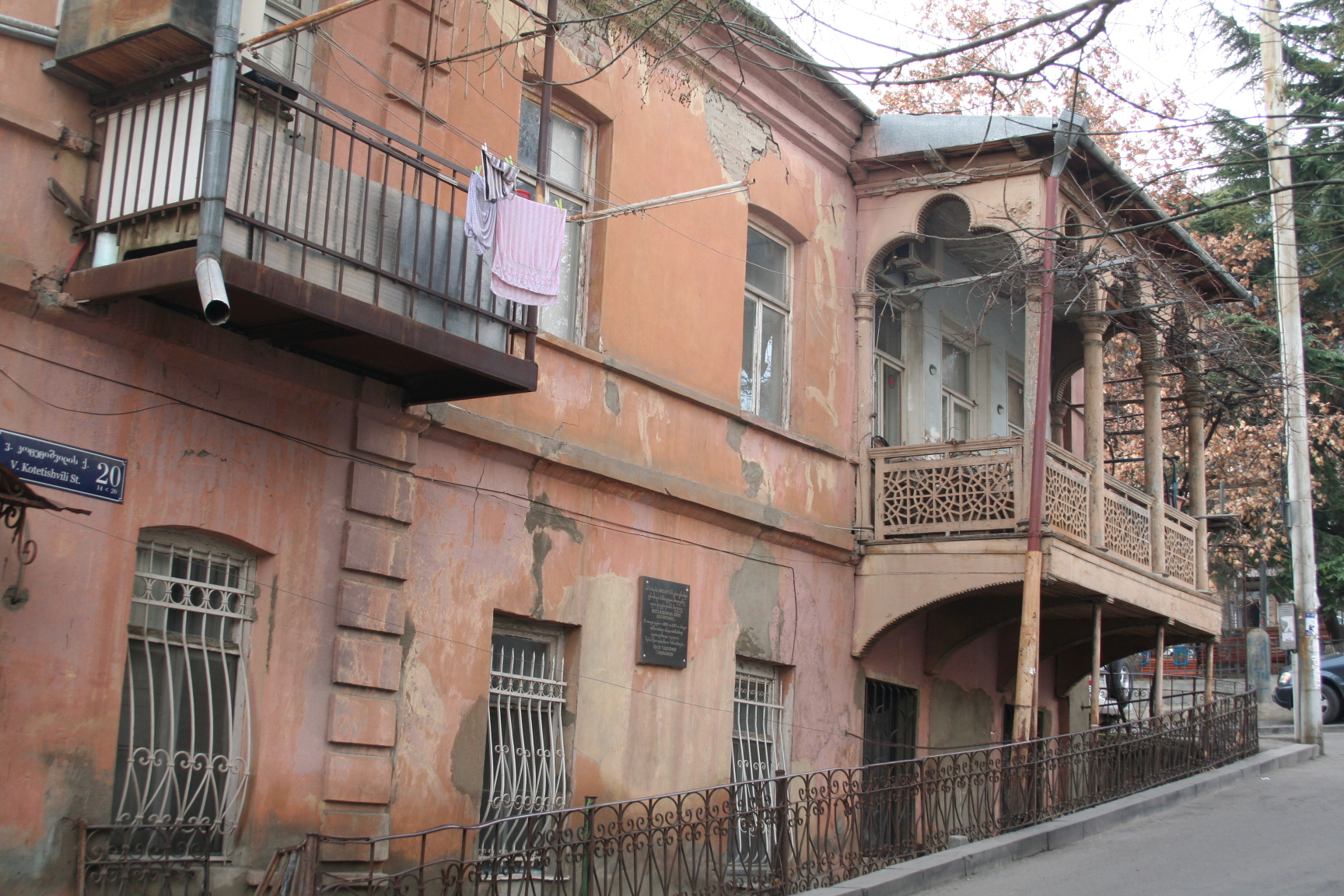
Дом, в котором жила Ольга Гурамишвили (ул. Вахтанга Котетишвили, 20)

Из княжеского рода Гурамишвили. Имела сестру Екатерину. Рано потеряла мать.
В январе 1863 года познакомилась с будущим супругом, Ильёй Чавчавадзе, когда тот готовился выпустить первый номер «Сакартвелос моамбе» («Грузинский Вестник»).
Занималась просветительской работой в Грузии, с 1895 по 1906 год возглавляла благотворительное общество грузинских женщин.
После убийства в 1907 году мужа, выступая в суде просила сохранить убийцам жизнь в память об Илье, отдавшем много времени и сил запрещению смертной казни в Российской империи. Передала семейный тбилисский дом (ныне — Дом-музей И. Чавчавадзе) и имение Обществу по распространению грамотности среди грузин. В 1908 году в Сагурамо, в имении Чавчавадзе, при её активном участии была открыта школа.
Чтобы быть ближе к мужу арендовала квартиру в Тифлисе на улице Вахтанга Котетишвили, 20 (мемориальная доска). Когда не могла прийти на могилу, стояла со свечой на балконе, глядя на Мтацминду, и кричала: «Я иду, я иду!»

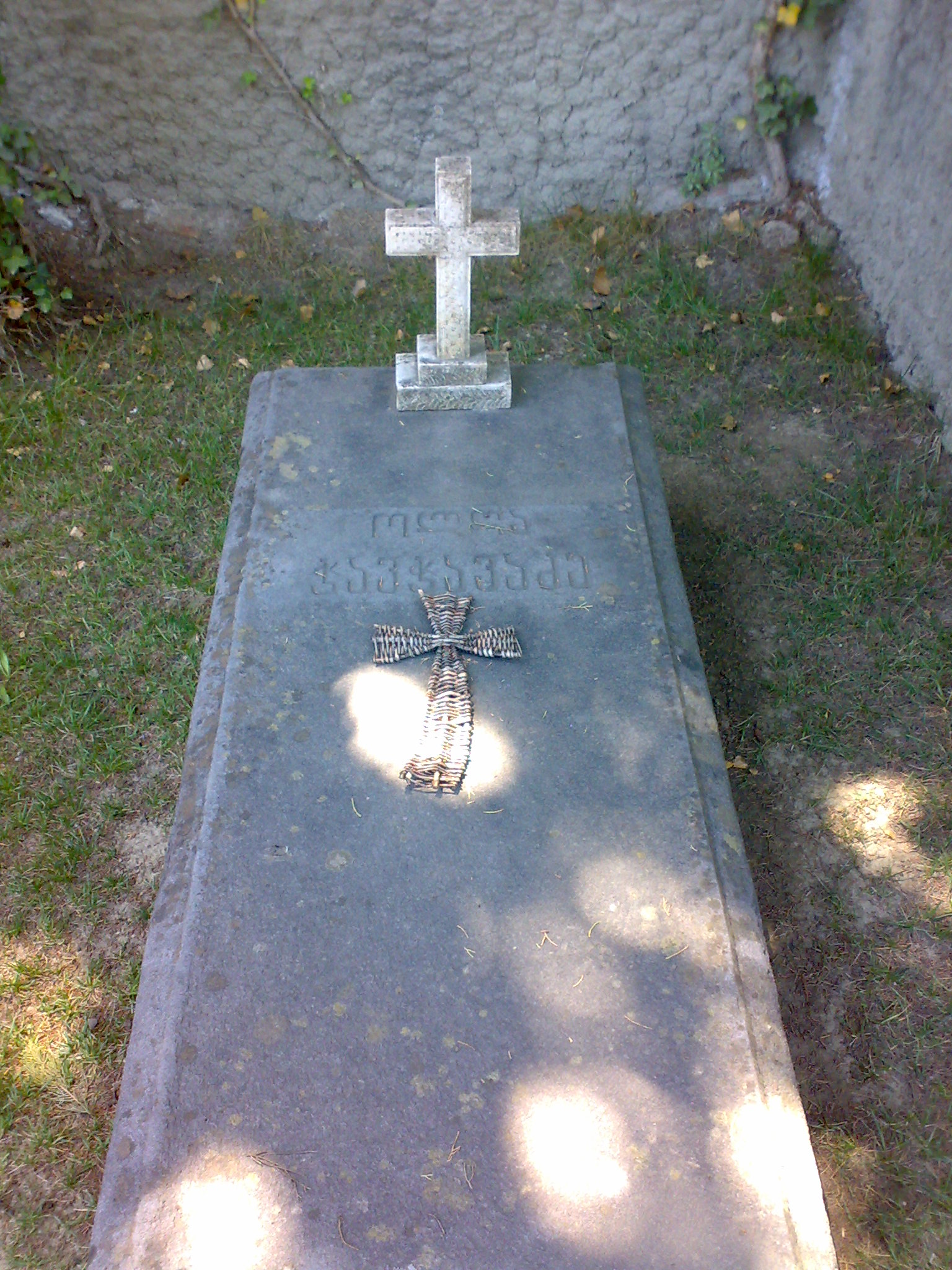
Могила Ольги Гурамишвили (Чавчавадзе)

Похоронена в Пантеоне Мтацминда рядом с мужем.
Ей посвящена поэма Ильи Чавчавадзе «Гандегили» («Отшельник»).